# Sotkajärvi (sjö i Rovaniemi, Lappland)
Sotkajärvi är en sjö i kommunen Rovaniemi i landskapet Lappland i Finland. Sjön ligger 117,2 meter över havet. Arean är 59 hektar och strandlinjen är 3,05 kilometer lång. Sjön  ingår i Kemi älvs huvudavrinningsområde.   Den ligger omkring 23 kilometer öster om Rovaniemi och omkring 700 kilometer norr om Helsingfors. 